# Transbaïkalie
Pour les articles homonymes, voir Transbaïkalie (homonymie).
 (décembre 2023).
Si vous disposez d'ouvrages ou d'articles de référence ou si vous connaissez des sites web de qualité traitant du thème abordé ici, merci de compléter l'article en donnant les références utiles à sa vérifiabilité et en les liant à la section « Notes et références ».
La Transbaïkalie (en russe : Забайкалье, Zabaïkalié) ou Daourie (en russe : Даурия, Dauria, chinois simplifié : 达斡尔 ; chinois traditionnel : 達斡爾 ; pinyin : Dáwò'ěr) est la vaste région montagneuse à l'est du lac Baïkal.

## Étymologie
Le nom de Transbaïkalie désigne sa situation, au-delà du lac Baïkal (préfixe trans-), c'est-à-dire à l'est de celui-ci, en Russie et en Chine. Le nom de la Daourie dérive de l'ethnonyme du peuple mongol des Daours.

## Géographie
La région s'étend à cheval sur le sud de la Sibérie orientale et la Mandchourie, sur une longueur d'environ 1 000 kilomètres du nord au sud depuis le plateau de Patom et le lac Baïkal jusqu'à la rivière Songhua, d'ouest en est depuis le Baïkal jusqu'à la confluence de la Songhua avec l'Amour, et dans les régions adjacentes du nord-est de la Mongolie et du Heilongjiang.

## Histoire

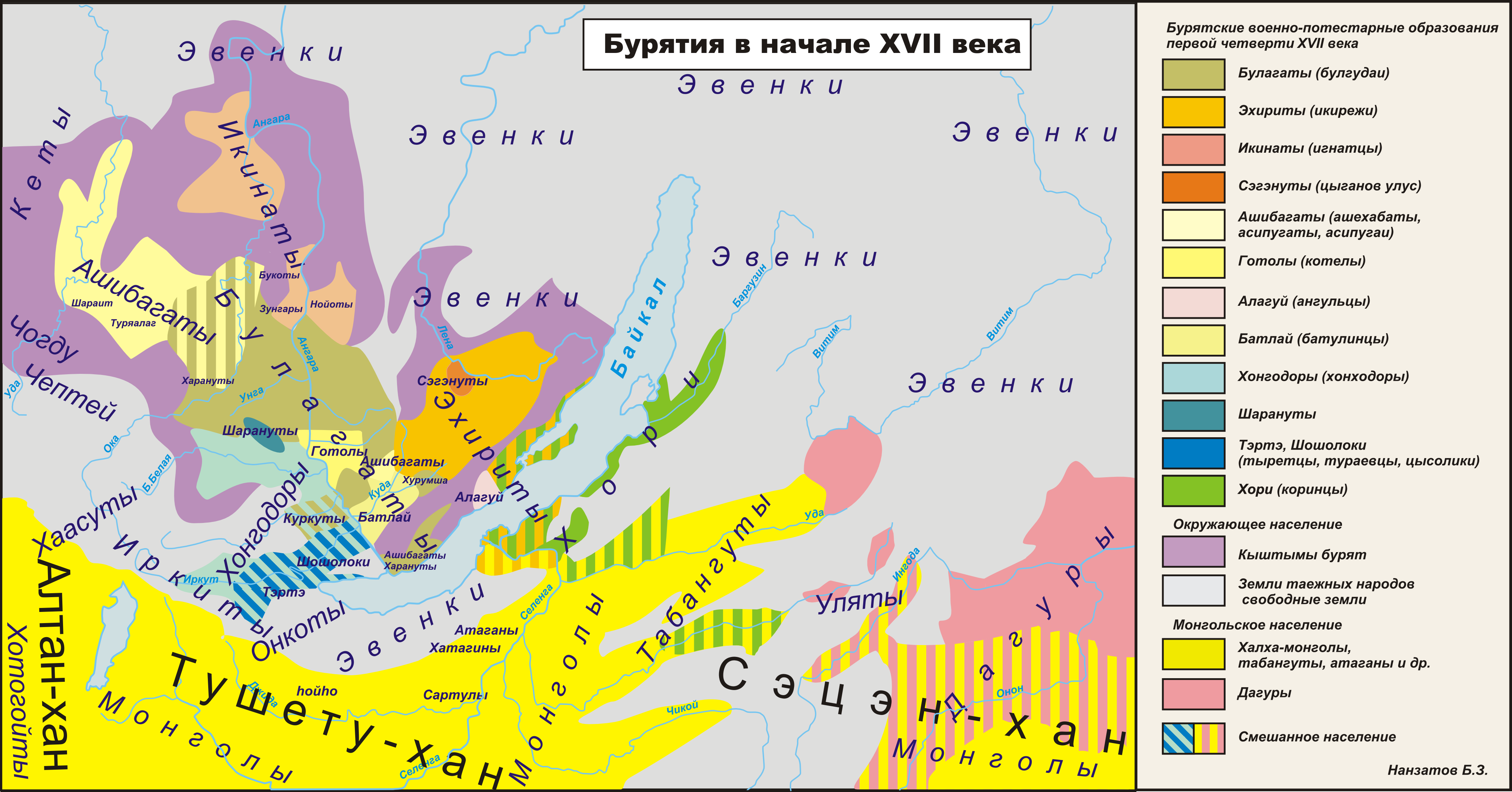
Peuplement de la Transbaïkalie au XVII. En gris, les zones où chassent les Evenks, en jaune celles des Khalkhas et en rose celles des Daours.

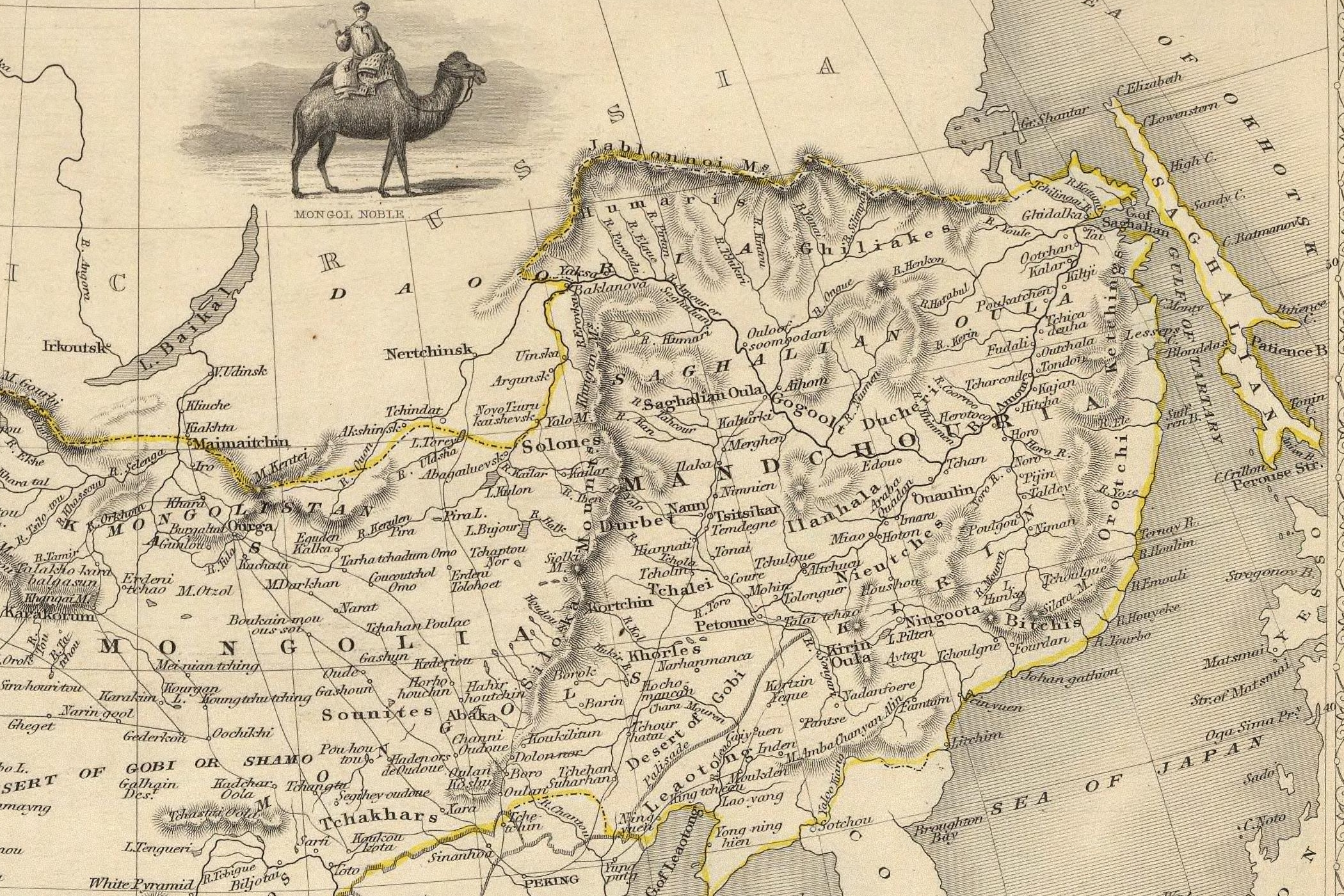
Carte britannique de la région en 1851, sept ans avant le traité d'Aïgoun. La région (notée « Dauria » en anglais) faisait alors encore partie de l'empire Mandchou.

Le territoire alors mongol de la Transbaïkalie, où les Bouriates, très minoritaires, imposent tribut aux trappeurs Kètes et Évènques acculturés tels les Hamnigans, est conquis par les Cosaques pour le tsar en 1609. Nominalement sous l'autorité de Ligden Khan, dernier Khagan et avant-dernier dynaste des Yuan septentrionaux, c'est un pays à prendre mais les habitants résistent, en particulier entre 1620 et 1623, quand des expéditions contre-attaquent très à l'ouest, jusqu'à ce qu'un fort russe soit établi à Kansk. La conquête a pour effet de faire fuir au-delà de l'Argoun (Mandchourie) les Daours qui, à la fin du XVIe siècle, avaient investi la partie la plus orientale en en repoussant les Bouriates. 
Soixante ans plus tard, en 1689, le traité de Nertchinsk fixe la frontière avec la Chine mandchoue au terme du conflit sino-russe 1652-1689 déclenché par la Chine et au cours duquel celle-ci a annexé la Mongolie. 
Dans la Russie impériale, l'ensemble est organisé en 1851 en un oblast de Transbaïkalie dont la capitale est fixée à Tchita, au détriment de Nertchinsk qui avait été jusqu'alors la garnison principale mais qui n'est pas desservi par le transsibérien. En 1920, l'oblast est une partie de l'éphémère République d'Extrême-Orient. 
Son territoire est actuellement divisé entre le kraï de Transbaïkalie et la république de Bouriatie.

## Environnement
La région a donné son nom à différentes espèces animales parmi lesquelles le Hérisson daourien (Mesechinus dauuricus), le Gobemouche brun (Muscicapa dauurica), le Choucas de Daourie (Corvus dauuricus), la Perdrix de Daourie (Perdix dauurica), l'Étourneau de Daourie (Sturnus sturninus), l'Hirondelle rousseline (Cecropis daurica). Dans le règne végétal, le Mélèze de Dahurie (Larix gmelinii) doit également son nom vernaculaire à la région.
La réserve naturelle de Daourie préserve l'écosystème de la région.

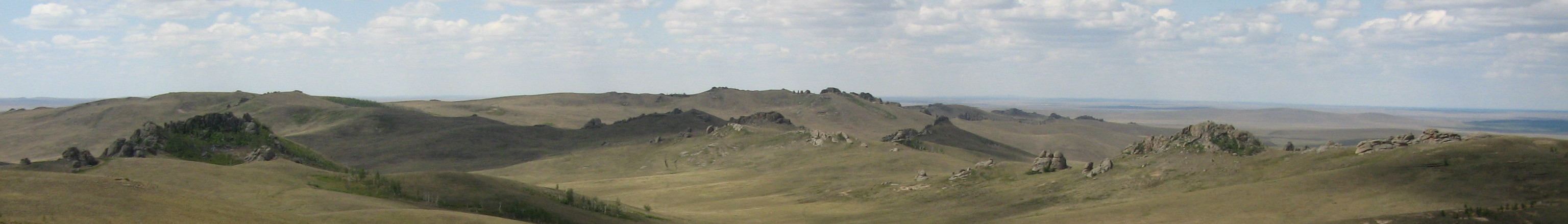
Paysage de la réserve naturelle de Daourie.